# ريتشارد كلارك (مخرج)
ريتشارد كلارك (بالإنجليزية: Richard Clark)‏ هو مخرج بريطاني، ولد في 21 أغسطس 1947.

## وصلات خارجية
- ريتشارد كلارك على موقع IMDb (الإنجليزية)
- ريتشارد كلارك على موقع قاعدة بيانات الفيلم (الإنجليزية)